# Zenon Różycki
Zenon Różycki, né le 18 décembre 1913, à Poznań, en Pologne et décédé le 31 mars 1992, à Poznań, est un ancien joueur polonais de basket-ball.